# Gottfried Heinrich zu Pappenheim
Gottfried Heinrich zu Pappenheim, gróf, (Treuchtlingen, 1594. május 29. – Lipcse, 1632. november 17.) német katonatiszt, császári tábornok, a harmincéves háború jelentős hadvezére.

## Életpályája
Családja a Pappenheim nemzetség treuchtlingeni ágához tartozik. Tanulmányainak Tübingenben végezte, ezután beutazta Franciaországot, Angliát, Spanyolországot és Itáliát. 1614-ben visszatért Németországba, ahol katolikus hitre tért, és Mátyás császár birodalmi udvari tanácsossá nevezte ki. Ezt követően III. Zsigmond lengyel király hadseregében szolgált, elkísérte az Ál-Dmitrijt Oroszországba; ezután pedig I. Miksa bajor választófejedelemnek, a Katolikus Liga fővezérének szolgálatába állt. 1620-ban a Fehérhegy mellett vívott csatában Schlick gróf gyalogezredét megtámadta, és fontos szerepet játszott a győzelemben; ő maga 20 sebbel leesett lováról, és csak másnap akadt rá egy vallon katona.
Az 1623. évi regensburgi birodalmi gyűlésen maga a császár avatta őt lovaggá és egy vértesezred parancsnokává tette. 1626-ban négy véres ütközetben (Efferding, Gmunden, Vöcklabruck és Wolfseck, november 15. és 30. között) a bajor uralom és a katolikus ellenreformáció miatt elkeseredett parasztokat győzte le Felső-Ausztriában. Ezután az alsószász-dán háborúban vett részt. Wallenstein első lemondása, majd Tilly császári generalissimussá történt kinevezése után Pappenheimet lovassági tábornokká nevezték ki.
1631. május 20-án (Julián-naptár szerint május 10-én) katonái fontos szerepet játszottak Magdeburg csellel való bevételében és kifosztásában. Az 1632-es lützeni csatában a már-már győzedelmeskedő svédeket visszaszorította, de két golyótól súlyosan megsebesült. Lipcsébe szállították, ahol másnap meghalt.

## Emlékezete
Carrarai márványból faragott életnagyságú szobrát felállították a Hadvezérek csarnokában, a bécsi Hadtörténeti Múzeumban.
Egy mellszobra a Heldenberg emlékhelyen a hősök sétányán látható.

## A General Poppenheimer című dal
Bár a dal eredetét pontosan nem ismerjük, őt idézi fel a General Poppenheimer (németül: Der Pappenheim) című diáknóta. A nóta magyar változatában az eredeti német verziótól eltérően már csak a cím utal Pappenheim-re. Németül a dal számos változata él, magyar szövege egy változatban terjedt el. A dalt hagyományőrző diákrendezvényeken rendszeresen éneklik, refrénje éneklésekor korsójukkal bal- és jobboldali szomszédjaikat köszöntik az éneklők.
Magyar szövege:
Mi lenne, hogyha együtt innánk most,
Vagy egy fél kupával még?
Aztán mért ne innánk fél kupával pajtások,
Aztán mért ne innánk két kupával mondjátok?
Rajta, hát igyunk vígan!
||: Cimbora rád köszöntöm fél kupámat,
Cimbora kívánom, hogy élj soká! :||
A sör és a bor, Bacchusnak is ízlett mindenkor,
A bor és a sör minden cseppje nékünk is gyönyör.
||: Cimbora rád köszöntöm fél kupámat,
Cimbora kívánom, hogy élj soká! :||
Német szövege:
Wir trinken einen  Halben um die  Wett',
einen Halben um die Wett'.
||: Warum sollen wir nicht trinken einen Halben um die Wett' :||,
einen Halben um die Wett'.
||: General Pappenheimer, der soll leben,
General Pappenheimer lebe hoch! :||
Beim Bier und beim Wein,
lust’ge Pappenheimer woll’n wir sein.
Beim Wein und beim Bier,
lust’ge Pappenheimer, das sind wir!
||: General Pappenheimer, der soll leben,
General Pappenheimer lebe hoch! :||
A dal magyar változata elhangzik a Leányvári boszorkány és a Krampampuli című filmekben is.